# リシュモン
リシュモン（フランス語: Compagnie Financière Richemont SA）は、主にジュエリー、時計、ファッションブランドの運営元会社を傘下に保有する企業グループ。
ファッション・宝飾品・時計類のラグジュアリーブランド市場において、LVMHに次ぐ第2位の企業である。スイスのジュネーヴ州ベルヴューに本社を置く。

## 沿革
1988年に南アフリカの実業家ヨハン・ルパートにより持株会社として設立、設立当初の保有はカルティエ（Cartier Monde S.A.）とロスマンズ（Rothmans International plc）が中心で、ダンヒルやクロエ / シー・バイ・クロエにも出資を行っていた。
2007年3月、ラルフ・ローレンと、合弁会社ポロ・ラルフローレン・ウォッチ&ジュエリー社（Polo Ralph Lauren Watch and Jewellery Company, S.A.R.L.）を設立。2018年1月、イタリアの高級品オンライン販売企業であるユークス・ネッタポルテの完全子会社化を発表した。現在、グループは宝飾品・時計、筆記具、服飾の4部門で構成されている。
日本法人は「リシュモンジャパン株式会社」(Richemont Japan Limited)であり、東京（麹町）にオフィスを置いている。

## 傘下企業・ブランド

### 全面子会社

#### 宝飾品・時計
- ボーム&メルシエ
- カルティエ
- IWC
- ジャガー・ルクルト
- A.ランゲ&ゾーネ
- オフィチーネ・パネライ
- ピアジェ
- ロジェ・デュブイ
- ヴァシュロン・コンスタンタン
- ヴァンクリーフ&アーペル
- ブチェラッティ

#### 筆記具など
- モンブラン

#### 服飾
- ジェームズ・パーディー（James Purdey and Sons ）
- ランセル
- ダンヒル
- クロエ / シー・バイ・クロエ
- アズディン アライア
- デルヴォー
- 上海灘
- NET-A-PORTER.COM
- YOOX

### 一部株式保有
- BAT - 18.5%（2005年9月現在）を保有する。なお、リシュモンの資産は約40%がBATの普通株である。